# Warszawa 1935
Warszawa 1935 – polski film animowany w technice 3D z 2013, w reżyserii Tomasza Gomoły. Premiera kinowa odbyła się 15 marca 2013.

## Tematyka
Film jest pierwszą w historii próbą animowanej rekonstrukcji przedwojennej Warszawy. Celem produkcji było pokazanie oryginalnej zabudowy stolicy, zniszczonej w wyniku działań II wojny światowej i odtworzenie niepowtarzalnej atmosfery miasta. Twórcy pragnęli w ten sposób przywrócić pamięć o dawnej świetności stolicy Polski.
Produkcja skupia się głównie na obszarze Śródmieścia Północnego, jako dobrze udokumentowanego rejonu Warszawy. Nie bez znaczenia dla wyboru miejsca był fakt, że to właśnie ten rejon miasta uległ największym zniszczeniom w czasie wojny oraz to tam wprowadzono najwięcej zmian po jej zakończeniu. Należy zaznaczyć, że z oryginalnej zabudowy niewiele obiektów zachowało się do naszych czasów. Film prezentuje m.in. ul. Marszałkowską od Al. Jerozolimskich do Ogrodu Saskiego, a także rejon pl. Napoleona (obecnie pl. Powstańców Warszawy) i pl. J. H. Dąbrowskiego.
Z charakterystycznych obiektów architektonicznych w filmie widoczne są między innymi: budynek Prudentialu, wodozbiór Gruba Kaśka, Hale Mirowskie oraz nieistniejące gmachy Wielkiej Synagogi i Dworca Wiedeńskiego. Poza warszawską architekturą w filmie zobaczyć też można: pierwsze warszawskie taksówki, latarnie gazowe, asfaltowe drogi, produkty polskiej motoryzacji, samoloty, tramwaje, luxtorpedę oraz bryczki. Wygląd widocznych na rekonstrukcji ludzi zgodny jest z kanonami mody i urody lat 30. XX wieku.

## Historia
Pomysłodawcą filmu jest jego reżyser Tomasz Gomoła. Produkcji filmu podjął się zespół studia Newborn animacja i vfx z warszawskiej Pragi. Prace nad produkcją trwały przez blisko 4 lata, początkowo w tajemnicy, jednak jeszcze w 2010, Studio Newborn ujawniło pierwsze kadry dziennikarzom „Gazety Stołecznej”. Następnie pojawił się pierwszy 2,5-minutowy zwiastun filmu. Pokaz drugiego 50-sekundowego zwiastuna filmu miał miejsce 20 lutego 2013 w warszawskim kinie Iluzjon. Obecny był między innymi Minister Kultury i Dziedzictwa Narodowego – Bogdan Zdrojewski.
Kinowa premiera filmu odbyła się 15 marca 2013. Film jest prezentowany w kinach sieciowych i studyjnych w Warszawie, a także Krakowie, Łodzi, Wrocławiu, Poznaniu, Gdańsku oraz Katowicach.

## Praca nad filmem
Film powstał w wyniku odtworzenia przez grafików komputerowych ze studia Newborn zarówno siatki ulic i poszczególnych kwartałów zabudowy, jak i pojedynczych domów z wszelkimi detalami.
Przy pracy historycznej autorzy filmu korzystali z różnego rodzaju materiałów dokumentalnych pochodzących między innymi ze strony internetowej warszawa1939.pl prowadzonej przez varsavianistów Ryszarda Mączewskiego i Krzysztofa Jaszczyńskiego oraz z Archiwum Państwowego m.st. Warszawy (zdjęcia kamienic, dawne pocztówki, plany Lindleya, fotoplan miasta z 1935 r.).
Swój sprzęt do cyfrowej odbudowy Warszawy udostępniło Narodowe Centrum Badań Jądrowych w Świerku.

## Mecenasi i finansowe wsparcie
Projekt został sfinansowany przez producentów Ernesta Rogalskiego i Tomasza Gomołę przy wsparciu Towarzystwa Ubezpieczeń Prudential Polska w charakterze mecenasa filmu, Totalizatora Sportowego w charakterze partnera strategicznego filmu oraz Polskiego Instytutu Sztuki Filmowej (dofinansowanie).
Film objął swoim honorowym patronatem Minister Kultury i Dziedzictwa Narodowego Bogdan Zdrojewski oraz Polski Komitet do spraw UNESCO, a partnerami edukacyjnymi projektu zostały Narodowe Centrum Kultury, Projekt Centrum Informatyczne Świerk realizowany w ramach Narodowego Centrum Badań Jądrowych oraz Archiwum Państwowe m.st. Warszawy.